# Шеду

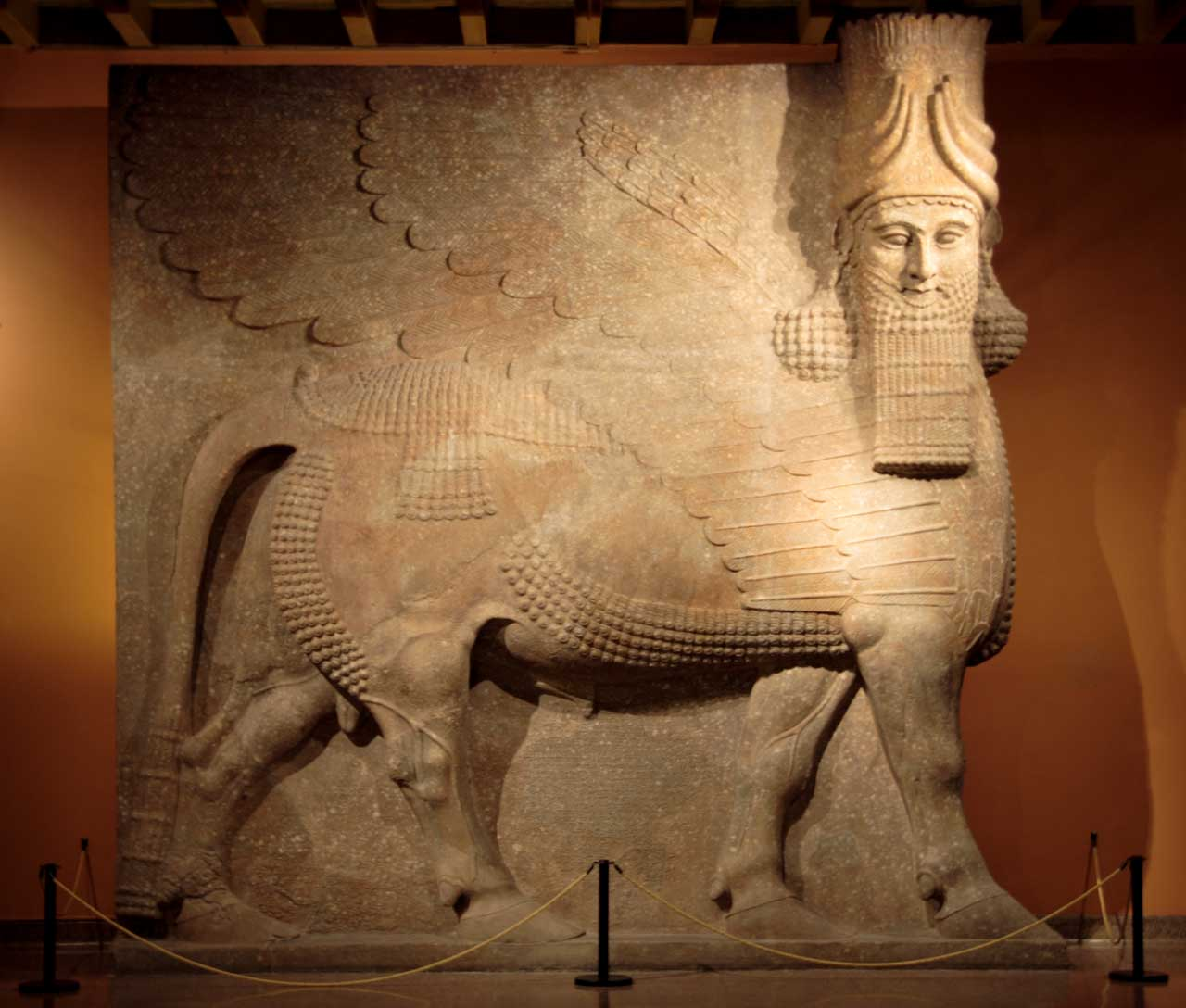
Крилатий людинобик з Дур-Шаррукина. Східний інститут, Чикаго, США

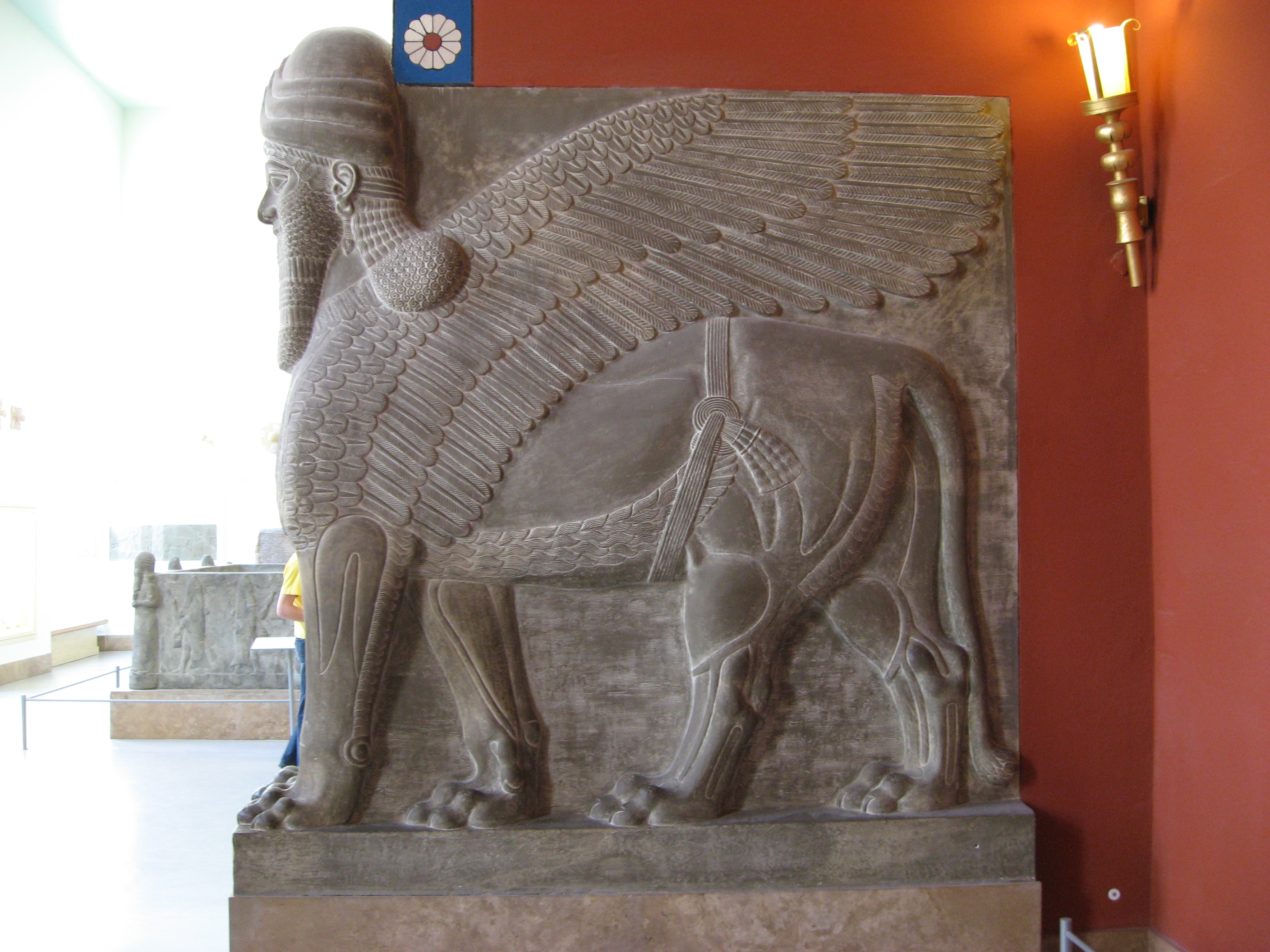
Крилатий людинолев з палацу Тукульті-Нінурти I

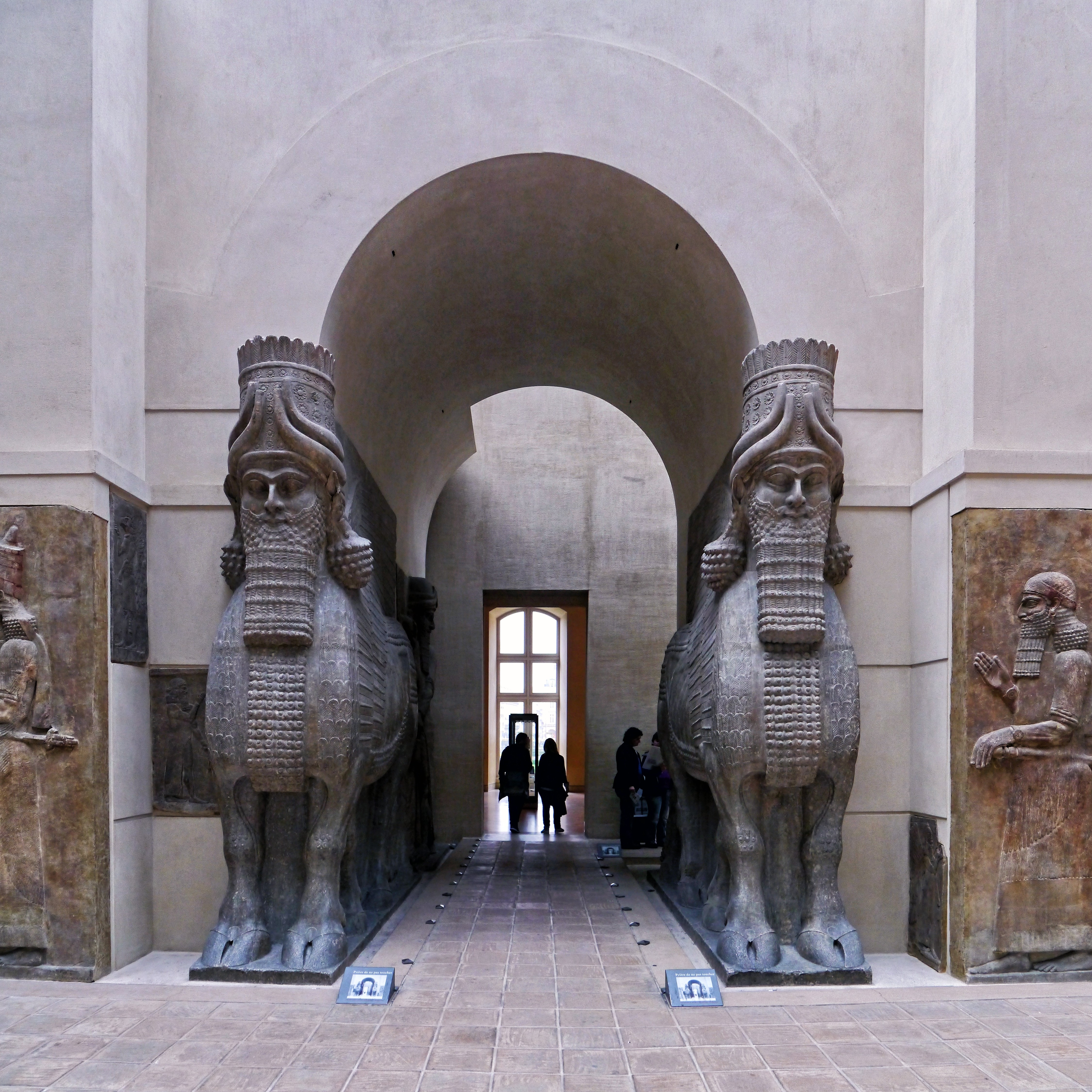
Шеду з Дур-Шаррукина в Луврі

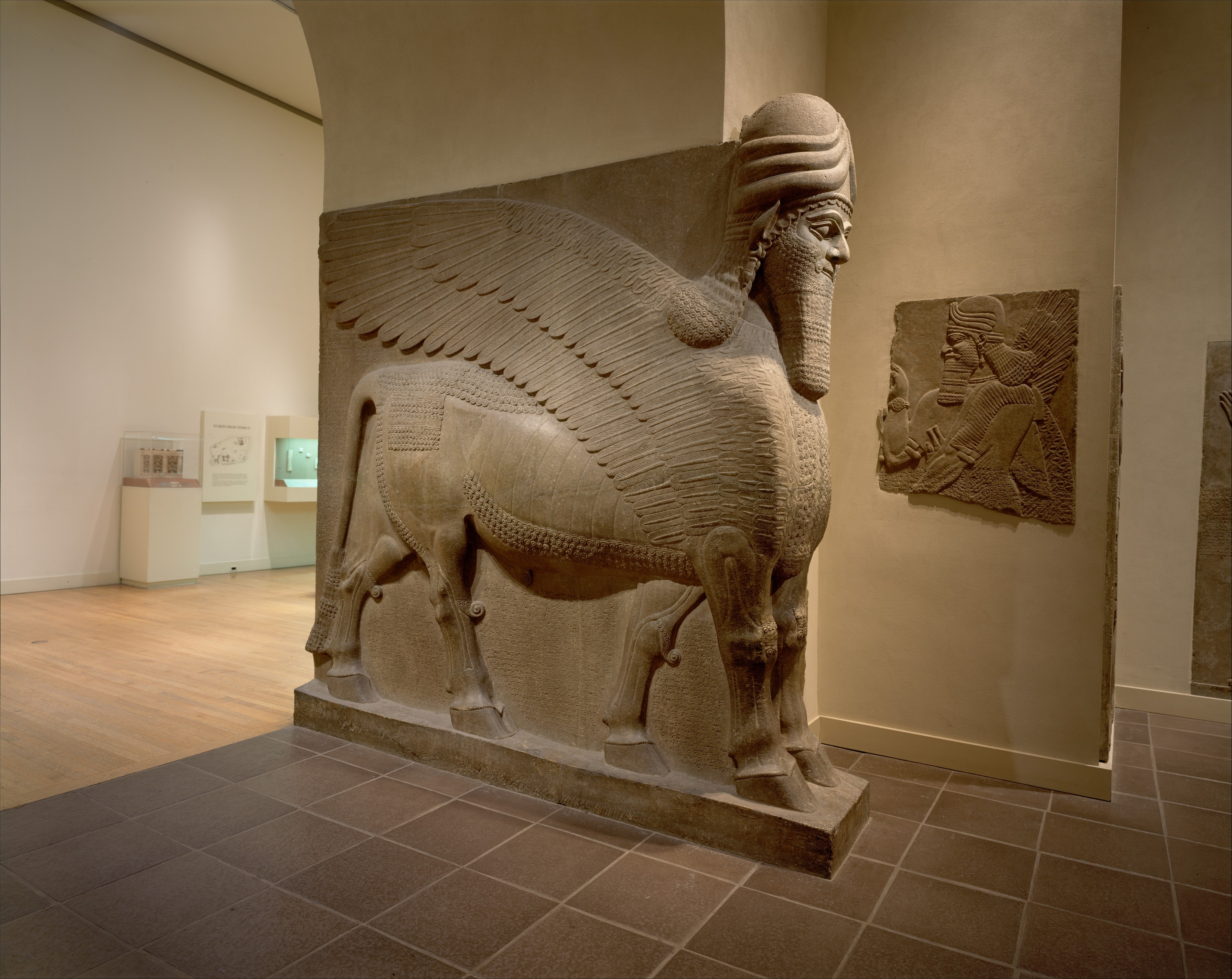
Музей Метрополітен

Ше́ду (аккадською мовою), лама́ссу, ла́ма (шумерською мовою) — у шумеро-аккадській міфології зазвичай добрі духи-захисники і покровителі кожної живої істоти. Духи-захисники були слугами богів і відповідали за добробут і безпеку довірених їм людей, сімей, міст чи країн. Спочатку вони зображувалися в антропоморфній формі, але в Новоассирійський період стали активно зображуватися у монументальному мистецтві у вигляді гібридних істот з тілом бика або лева, з орлиними крилами та людською головою. Згідно з новоассирійськіми джерелами, ці істоти були чоловічої та жіночої статі і називалися відповідно шеду та ламассу. Ламассу були жіночої статі та втілювали життєву силу людини, її креативність, психічне і фізичне здоров'я. Шеду були духами-захисниками чоловічої статі, які відповідали за безпеку своїх підлеглих, але подекуди могли бути й злими духами.
Мотив крилатої тварини з головою людини характерний для стародавнього мистецтва всього Близького Сходу; вперше він зустрічається у знахідках з Ебли початку III тисячоліття до н. е. В Новоассирійську епоху шеду отримав повсюдне поширення по всій Ассирії: фігури «людинобика» охороняли всі значущі державні споруди та в'їзди в міста.
Статуї грізних і зарозумілих крилатих биків з пихатими людськими очима, що стоять на сторожі біля воріт величезного палацу Саргона II в місті Дур-Шаррукин (нині Хорсабад в Іраку), мали чарівну охоронну функцію. П'ять ніг крилатого чудовиська створювали ілюзію руху, дозволяючи бачити його нерухомим анфас чи таким, що йде в профіль в залежності від положення глядача. Донині ця істота вражає уяву дотепним композиційним рішенням. Кам'яні чудовиська з палацу Саргона II (вагою в 21 тонну кожне) зберігаються зараз в Парижі, в Луврі.
Збережені крилаті шеду виставлені в багатьох музеях світу, таких як Лувр в Парижі, Британський музей в Лондоні, Національний музей Іраку в Багдаді Метрополітен-музей в Нью-Йорку, Східний інститут в Чикаго. Копії з фігур шеду в натуральну величину представлені в державному музеї образотворчих мистецтв імені О. С. Пушкіна в Москві.

## У популярній культурі
- У відеоіграх Might & Magic: Heroes VI, і Might & Magic Heroes VII у фракції Нікрополіс є юніт ламасу. За сюжетом вони з'явилися в результаті дослідів у Срібних містах як гібриди людей та мантікори. Ламасу виявилися дуже недовговічні та швидко помирали. Однак некроманти оцінили корисність істот і оживили їх, і ламасу поповнюють ряди нежиті.

## Див. Також
- Херувим
- Сфінкс
- Химера
- Пазузу
- Сірруш